# Karl Schäfer (Maler)
Karl Schäfer (* 30. Juni 1888 in Geislingen; † 9. Januar 1957 in Göppingen) war ein deutscher Maler, Grafiker, Bildhauer und Kunsthandwerker.

## Leben und Werk
Karl Schäfer studierte 1907 an der Kunstakademie Stuttgart bei Robert Poetzelberger. Von 1908 bis 1911 studierte er an der Kunstgewerbeschule Stuttgart. Von 1911 bis 1913 setzte er seine Studien an der Kunstakademie München bei Ludwig von Herterich fort.
1913 zog er nach Berlin um und wurde dort mit Werken am Schöneberger Rathaus und am Opernhaus Charlottenburg, der späteren Deutschen Oper Berlin, als Bildhauer tätig. Von 1915 bis 1919 wirkte er als Lehrer für Aktzeichnen in Berlin.
1919 kehrte er nach Ulm zurück und gründete mit Albert Unseld die Ulmer Künstlergilde. Von 1919 bis 1945 war er Direktor der Kunsthandwerkerschule Ulm. Ab 1945 wirkte er in Göppingen.

## Ausstellungsteilnahmen (Auszug)
- 1924: Stuttgarter Sezession (Blumenstück, Gemälde und Dämon Eros, Gips).
- 1931, 1932: Juryfreie Künstlervereinigung Stuttgart.